# 腿
腿，通常指人体的下肢，功能之一在于行走。广义來說，是指其到支撑作用的结构，对于动物来说，通常呈近似圆柱状。由于需要分散重力，通常腿部的末端会形成较宽大的结构，例如人类的脚掌。解剖学上來说，动物的腿还有另一个重要的功能，就是用于移动自身（除了行走之外，还包括游泳等）。绝大多数动物腿的数量都是偶数。
人体解剖学中英语“leg”的定义仅指从膝到踝的下肢部分，即小腿，汉语也称为胫（shank）；汉语“腿”则涵盖了大腿和小腿，为胫和股的总称。

## 解剖学

### 人类
人类的腿（汉语即下肢，而非英语解剖学的leg）主要包含以下骨骼結構：
- 大腿骨，即股骨
- 膝关节
- 小腿骨，包含位於內側的胫骨及外側的腓骨
- 踝關節
- 脚

此外，还包括肌肉、筋、韧带以及神经以实现行走和运动的功能。

### 节肢动物

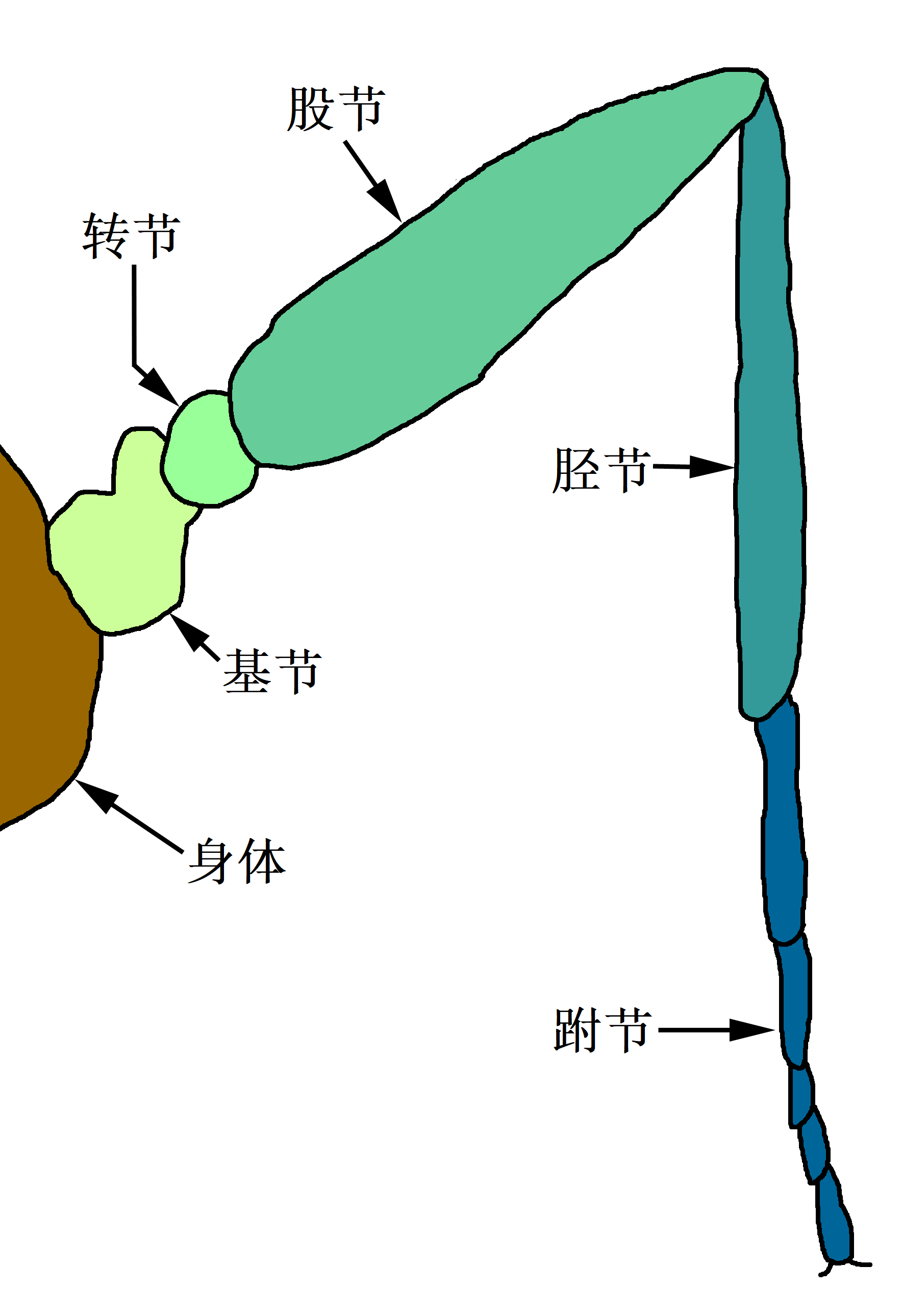
昆虫腿的示意图

节肢动物的腿，是由体节上生长出来的附属肢所构成。通常，每一节体节上会有一对附属肢，而每一个附属肢则会分成多节。以昆虫为例，它们的腿分成了5节，分别是：
- 底节
- 转节
- 股节
- 胫节
- 跗节

节肢动物的腿除了可以按照节段数量来进行分类之外，还可以按照单肢型或者双肢型这种肢型的分类方式来区分。除了甲壳亚门以外的其它节肢动物的附属肢都是单肢型的。

## 外部連結
- 维基共享资源上的相關多媒體資源：腿